# Виленка (Новгородская область)
Виленка — деревня в Старорусском муниципальном районе Новгородской области, входит в Наговское сельское поселение.
Деревня расположена на реке Берёзовка — правом притоке Переходы, к западу от Старой Руссы.

## История
С 1926 года Виленка центр Виленского сельсовета, с 1 августа 1927 года был образован Старорусский район в составе Новгородского округа Ленинградской области. С 5 июля 1944 года в составе вновь образованной Новгородской области. С 1973 года после объединения с Перетёрковским сельсоветом, центр Виленского сельсовета перенесён в деревню Луньшино.
Виленка до весны 2010 года входила в упразднённое Луньшинское сельское поселение.